# Редінг (Вермонт)
Редінг (англ. Reading) — місто (англ. town) в США, в окрузі Віндзор штату Вермонт. Населення — 687 осіб (2020).

## Демографія
Згідно з переписом 2010 року, у місті мешкало 666 осіб у 290 домогосподарствах у складі 192 родин. Було 448 помешкань
Расовий склад населення:
| - 99,1 % — білих - 0,3 % — азіатів |

До двох чи більше рас належало 0,6 %. Частка іспаномовних становила 0,6 % від усіх жителів.
За віковим діапазоном населення розподілялося таким чином: 18,8 % — особи молодші 18 років, 61,7 % — особи у віці 18—64 років, 19,5 % — особи у віці 65 років та старші. Медіана віку мешканця становила 47,9 року. На 100 осіб жіночої статі у місті припадало 94,7 чоловіків;  на 100 жінок у віці від 18 років та старших — 97,4 чоловіків також старших 18 років.
Середній дохід на одне домашнє господарство  становив 63 628 доларів США (медіана — 47 981), а середній дохід на одну сім'ю — 69 413 долари (медіана — 46 818). Медіана доходів становила 42 143 долари для чоловіків та 46 042 долари для жінок. За межею бідності перебувало 8,8 % осіб, у тому числі 12,1 % дітей у віці до 18 років та 3,7 % осіб у віці 65 років та старших.
Цивільне працевлаштоване населення становило 328 осіб. Основні галузі зайнятості: роздрібна торгівля — 19,8 %, будівництво — 11,3 %, освіта, охорона здоров'я та соціальна допомога — 10,4 %, публічна адміністрація — 10,1 %.